# Observatório de Behlen
O Observatório de Behlen é um centro de investigação e observatório astronómico situado nos Estados Unidos, na cidade de Mead, no Estado do Nebraska.
Este observatório é operado pelo departamento de astronomia da Universidade de Nebraska-Lincoln.